# モザイク (ライフゲーム)
モザイクはライフゲームに出てくるPseudoの固定物体の一種。
ブロックがたくさん並んだ形と見ることもできるが、ブロックは周りが1，2個であるために周囲に広がらないのに対して、モザイクは周りが4個あって成長できないので別物体とみなす。

## 特徴
上の図でAのような位置にピクセルをおくとどんどん波及していきモザイクが壊れる。また、Bのような位置にピクセルをおくと以下のように2単位時間後に元のモザイクに戻る。